# SAMT (Band)
SAMT ist eine deutsche Elektropop-Band, die 2013 in München gegründet wurde. Bis Ende 2015 war die Gruppe unter dem Namen Swallow Tailed aktiv. Der Musikstil der Band vereint Einflüsse aus Pop, Electronic, Indie und Alternative sowie des Jazz.

## Geschichte

### Anfänge
Die Musiker Jakob Arnu und Philip-Maximilian Maier gründeten 2013 die Independent-Band Swallow Tailed. Noch im selben Jahr traten Lucas Haraped als Schlagzeuger und Pia Kreissl als Bassistin bei. Unter diesem Namen wurde die Gruppe mit mehreren Newcomer-Preisen ausgezeichnet und spielte Support-Konzerte für internationale Acts wie Phantogram oder die Killerpilze. Es folgten Auftritte auf Festivals wie dem Utopia Island Festival und im Fernsehen im BR-Format Heimatsound. 2015 wurde das Projekt nach einer Neubesetzung des Schlagzeugs durch Lennart Stolpmann von der Band Talking Pets pausiert.

### Neugründung
Im Januar 2018 belebten Jakob Arnu, Philip-Maximilian Maier und Pia Kreissl das Projekt neu und änderten den Namen in SAMT. Ihre erste Single “Sugar” wurde als Titelsong der funk (ARD & ZDF) Webserie Hit and Run veröffentlicht. In der Zusammenarbeit mit der Produktionsfirma “lüthje schneider hörl film” steuerte die Gruppe insgesamt 3 Songs zum Soundtrack der coming-of-age Serie bei. Florian Balmer trat der Band als Schlagzeuger im März 2019 bei. Im Dezember 2019 verließ Bassistin Pia Kreissl aus privaten Gründen die Gruppe, die in Folge als Trio weiter agierte.

### Debüt
Im Januar 2020 gab die Band bekannt, dass ihr Debüt als Doppelalbum mit dem Berliner Label Motor Music als Vertriebspartner veröffentlicht wird. Das erste Album “Velvet” wurde am 20. April 2020 veröffentlicht, das zweite Album “Silk” folgte am 22. Mai 2020. Die Band erzielte damit deutschlandweite Radio Airplays unter anderem bei Bayern 3, Fritz (RBB), egoFM, Deutschlandradio und PULS. Die beiden Alben wurden in der Presse positiv rezensiert und sind im Deutschen Musikarchiv der Deutschen Nationalbibliothek gelistet. Aufgrund der beginnenden COVID-19-Pandemie musste die Gruppe ihre geplante Live-Tour verschieben. Im Juli 2023 feierte die Gruppe ihr 10-jähriges Bandjubiläum mit einem Konzert im Rahmenprogramm des 30. Geburtstags des Münchener Muffatwerks.

## Sonstiges
Die Gruppe produzierte 2021 den Jingle zum Musik-Podcast Sie Regeln. Ihr Song Paris I läuft seit 2020 als Intro-Musik des Podcasts Alles ist Pop und ihr Song Crown seit 2021 für den Podcast #SHIFTHAPPENS - Transformation auf die Ohren.

## Diskografie

### Singles
- 2014: Move (Flowerstreet Records)
- 2015: Oak (Flowerstreet Records)
- 2018: Sugar (In Bloom Records)
- 2018: Monarchy (In Bloom Records)
- 2019: Fall (SAMT & SEIDE Records)
- 2020: Performer (Motor Music)
- 2020: Shiver (Motor Music)
- 2020: Enough (Motor Music)

### EPs
- 2013: Warrior (Flowerstreet Records)

### Alben
- 2020: Velvet (Motor Music)
- 2020: Silk (Motor Music)

## Auszeichnungen
- 2013: House of Music Contest der Hochschule Macromedia, 1. Preis[15]
- 2013: Emergenza Süddeutschland Finale, 2. Preis
- 2015: Newcomer Contest Bayern, Finalist[16]